# Hamza El-Gamal
Hamza El-Gamal (en árabe: حمزة الجمل‎; Gobernación de Menufia, Egipto, 2 de marzo de 1970) es un exfutbolista y entrenador de fútbol de Egipto que jugaba en la posición de defensa central. Actualmente es el entrenador del Nayaf FC de la Liga Premier de Irak.

## Carrera

### Club
| Periodo   | Club                |
| --------- | ------------------- |
| 1987-1989 | Gazel Shbeen        |
| 1989–1997 | Ismaily SC          |
| 1997–1997 | Al Tadhamon SC      |
| 1997–1999 | Ismaily SC          |
| 1999–2000 | Suez SC             |
| 2000–2001 | El-Qanah FC         |
| 2001–2002 | Tala'ea El Gaish SC |

### Selección nacional
Jugó para Egipto en 20 ocasiones de 1990 a 1997 y anotó un gol en la victoria por 4-0 ante Gabón en Ciudad de Túnez por la Copa Africana de Naciones 1994.

### Entrenador
| Periodo   | Club                    |
| --------- | ----------------------- |
| 2010      | Meyah El Behira         |
| 2010      | Quanah SC               |
| 2010      | Al-Mokawloon Al-Arab SC |
| 2010-2011 | Smouha SC               |
| 2011-2012 | Telephonat Bani Sweif   |
| 2012      | Al-Oruba Sur            |
| 2013-2014 | Al-Khartoum SC          |
| 2014-2015 | El-Raja SC              |
| 2015-2016 | Naft Al-Wasat SC        |
| 2016      | Dhofar Club             |
| 2017-2018 | Al-Nasr Salalah         |
| 2019-2020 | Quanah SC               |
| 2022      | Ismaily SC              |
| 2023      | Ismaily SC              |
| 2023-     | Nayaf FC                |

## Logros
- Primera División de Egipto (1): 1991
- Copa de Egipto (1): 1997